# Râul Doamnei
Der Râul Doamnei (deutsch: „Fluss der Dame“) ist ein Nebenfluss des Argeș  in Rumänien.
Er entsteht durch das Zusammenfließen der Flüsse Valea Rea und Zârna und mündet nach 98 Kilometern in den Argeș. Da sein Wasser teilweise für ein Wasserkraftwerk umgeleitet wird, ist das Flussbett im Sommer regelmäßig ausgetrocknet. Die Region, die der Râul Doamnei durchfließt, ist von bewaldeten Bergen und fruchtbaren Ebenen gekennzeichnet.

## Namensursprung
Der Legende nach stürzte sich die Gemahlin des walachischen Fürsten Vlad Țepeș 1462 bei der Belagerung der Burg Poenari durch die Türken in den Fluss. Das Heer der Belagerer wurde von Vlads Halbbruder Radu angeführt. 
Ein ehemaliger Diener Vlads, der von den Osmanen gefangen gehalten wurde, aber noch immer loyal zu dem Woiwoden stand, erkannte die Prinzessin hinter einem Fenster und schoss einen Pfeil mit einer Nachricht in diese Richtung. Darin warnte er die Belagerten, dass die Türken am nächsten Morgen angreifen würden. Als die Prinzessin die Nachricht las, stürzte sie sich von einem Turm der Burg in den tief unten im Tale liegenden Fluss, da sie lieber tot sein wollte, als in türkische Gefangenschaft zu geraten. In Erinnerung an dieses Ereignis nannte man den Fluss später „Fluss der Dame“ (Râul Doamnei).

## Zu der Legende
- Burg Poenari liegt in Wahrheit nicht am Râul Doamnei, sondern am Argeș.
- Eine etwas veränderte Version dieser Legende fand 1992 in dem Spielfilm Bram Stoker’s Dracula Aufnahme. Der dort erwähnte Fluss ist jedoch der Argeș.